# Гаремахет
Гаремахет (*д/н — 660 рік до н. е.) — давньоєгипетський політичний діяч XXV династії, верховний жрець Амона у Фівах у період правління фараона Шабаки, Тахарки, Танутамона.

## Життєпис
Походив з XXV династії. Син фараона Шабаки. Про молоді роки замало відомостей. У 704 році до н. е. призначається верховним жерцем Амона. Це відбулося після 10 років вакантності цієї посади. В цей час значення набула посада «Дружина бога» Амона Аменердіс, стрийна Гаремахета.
Фактично у Фівах Гаремахет урядував разом з «Дружиною бога» Амона Шепенупет II, яку вдочерила Аменердіс. Разом з нею забезпечував стабільність влади фараонів з власної династії в Фіванській області та Верхньому Єгипті. Проте за час обіймання посади Гаремахет значення його посади ще зменшилося. Керівником області стали стриєчні брати Реммакхер та Монтуемхет, що керували один за одним. В результаті влада в Фіванському округу перейшла до династії фіванських губернаторів до 656 року.
В подальшому вплив релігійний верховного жерця постійно зменшувався, а статус «Дружини бога» збільшувався. Помер близько 660 року до н. е. Новим верховним жерцем Амона став син Гаремахта — Гархебі.